# مارينا أبراموفيتش (تنس)
مارينا أبراموفيتش مواليد 19 أغسطس 1987 في زغرب، جمهورية كرواتيا الاشتراكية، هي لاعبة كرة مضرب كرواتية بدأت مسيرتها كمحترفة سنة 2003 تلعب باليد اليمنى. أعلى تصنيف لها في الفردي كان المركز الـ 266 في سنة 2012. أعلى تصنيف لها في الزوجي كان المركز الـ 141 في سنة 2012.

## النهائيات

### الفردي (0–3)
| الحصيلة | الرقم | التاريخ        | الدورة                | الأرضية | المنافس       | النتيجة       |
| ------- | ----- | -------------- | --------------------- | ------- | ------------- | ------------- |
| الوصافة | 1.    | 9 نوفمبر 2003  | مانيلا، الفلبين       | ترابية  | ساندي جوموليا | 6–1, 4–6, 1–6 |
| الوصافة | 2.    | 21 نوفمبر 2006 | ولاية بويبلا، المكسيك | صلبة    | إيفون موسبرغر | 4–6, 2–6      |
| الوصافة | 3.    | 17 أغسطس 2009  | فينكوفسي، كرواتيا     | ترابية  | أني ميجاتشيكا | 2–6, 3–6      |

## روابط خارجية
- مارينا أبراموفيتش على موقع رابطة محترفات التنس (الإنجليزية)
- مارينا أبراموفيتش على موقع الاتحاد الدولي لكرة المضرب (الإنجليزية)